# Nassau-Usingen

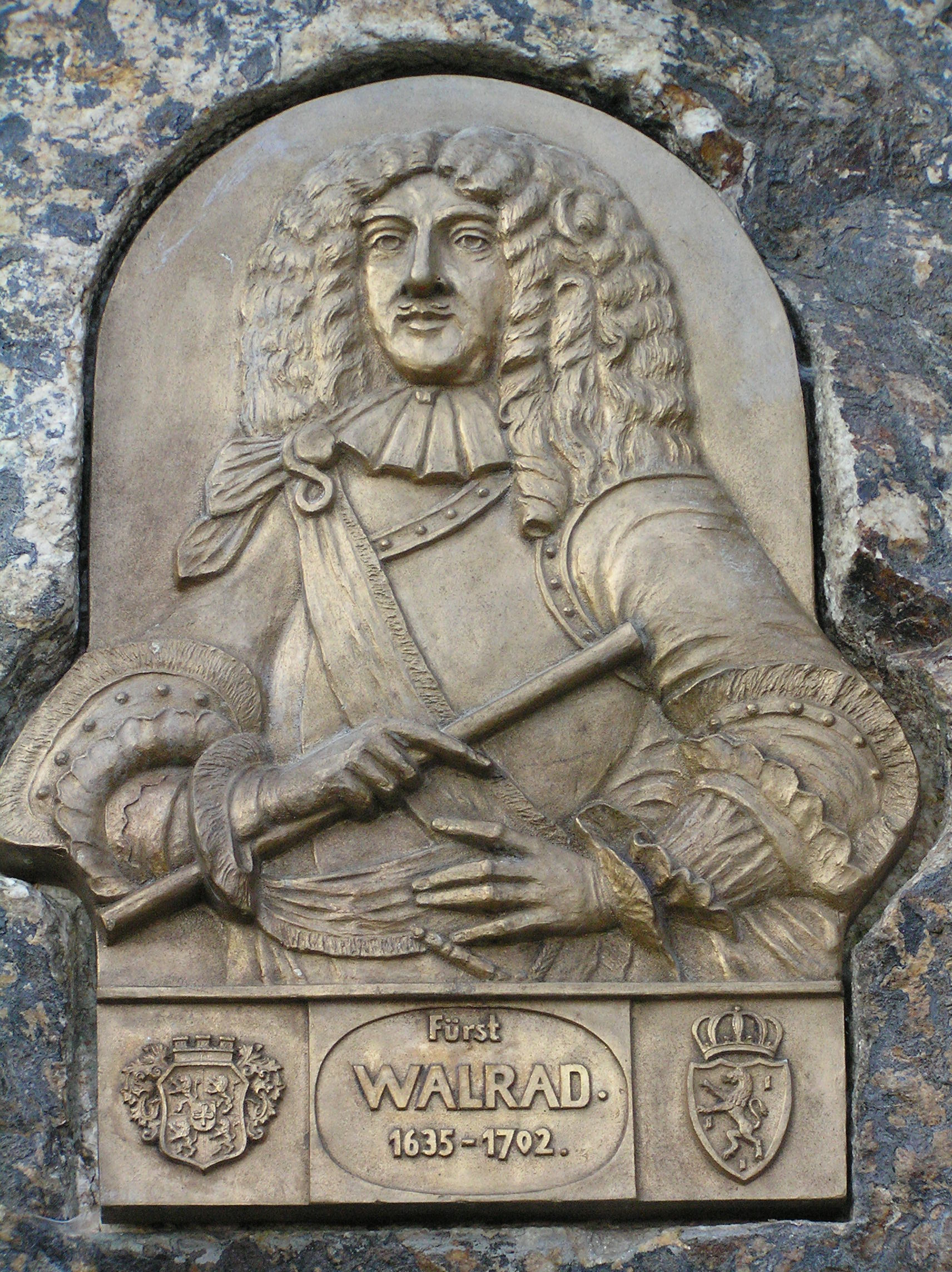
Fürst Walrad von Nassau-Usingen

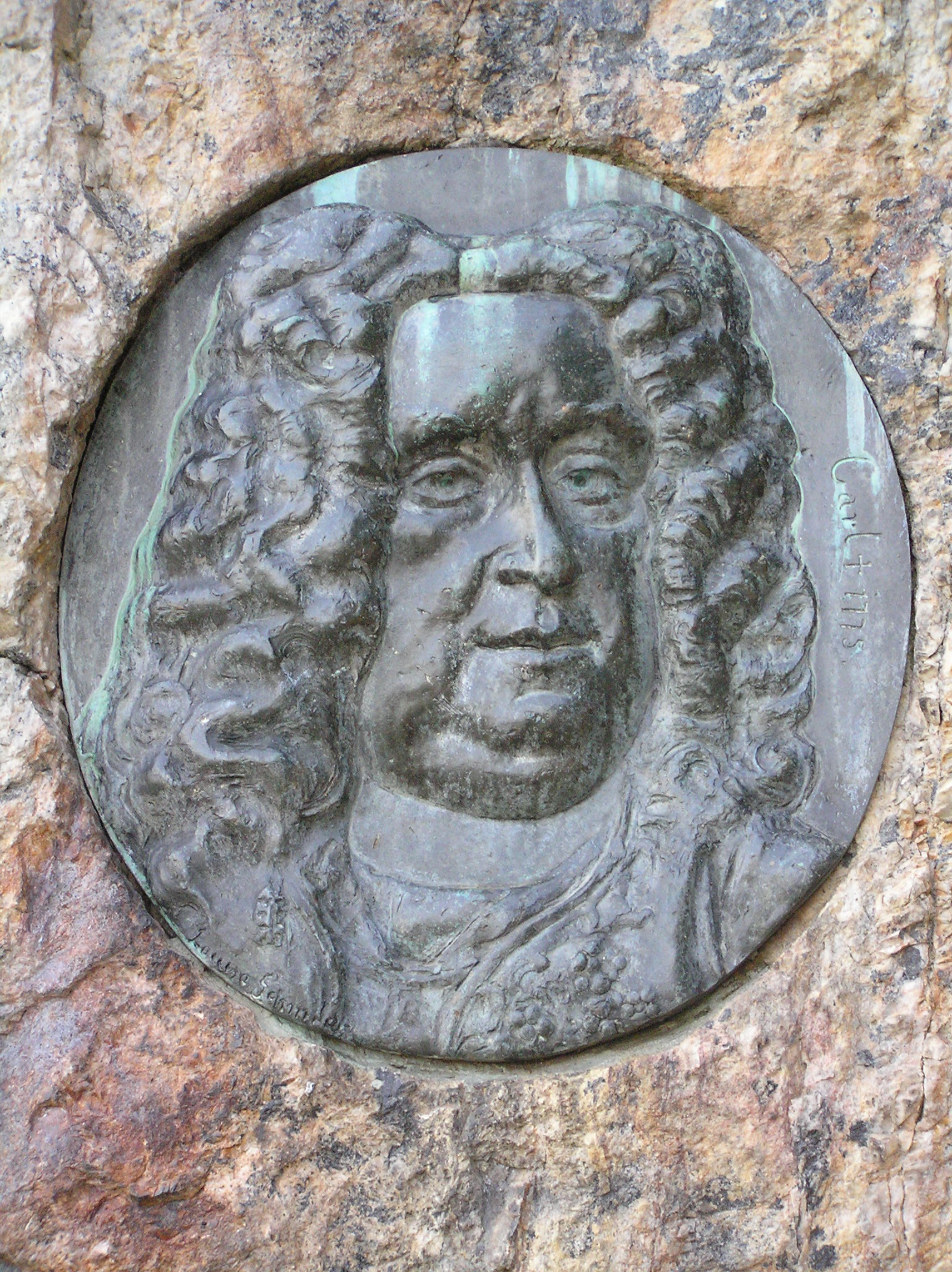
Fürst Karl von Nassau-Usingen

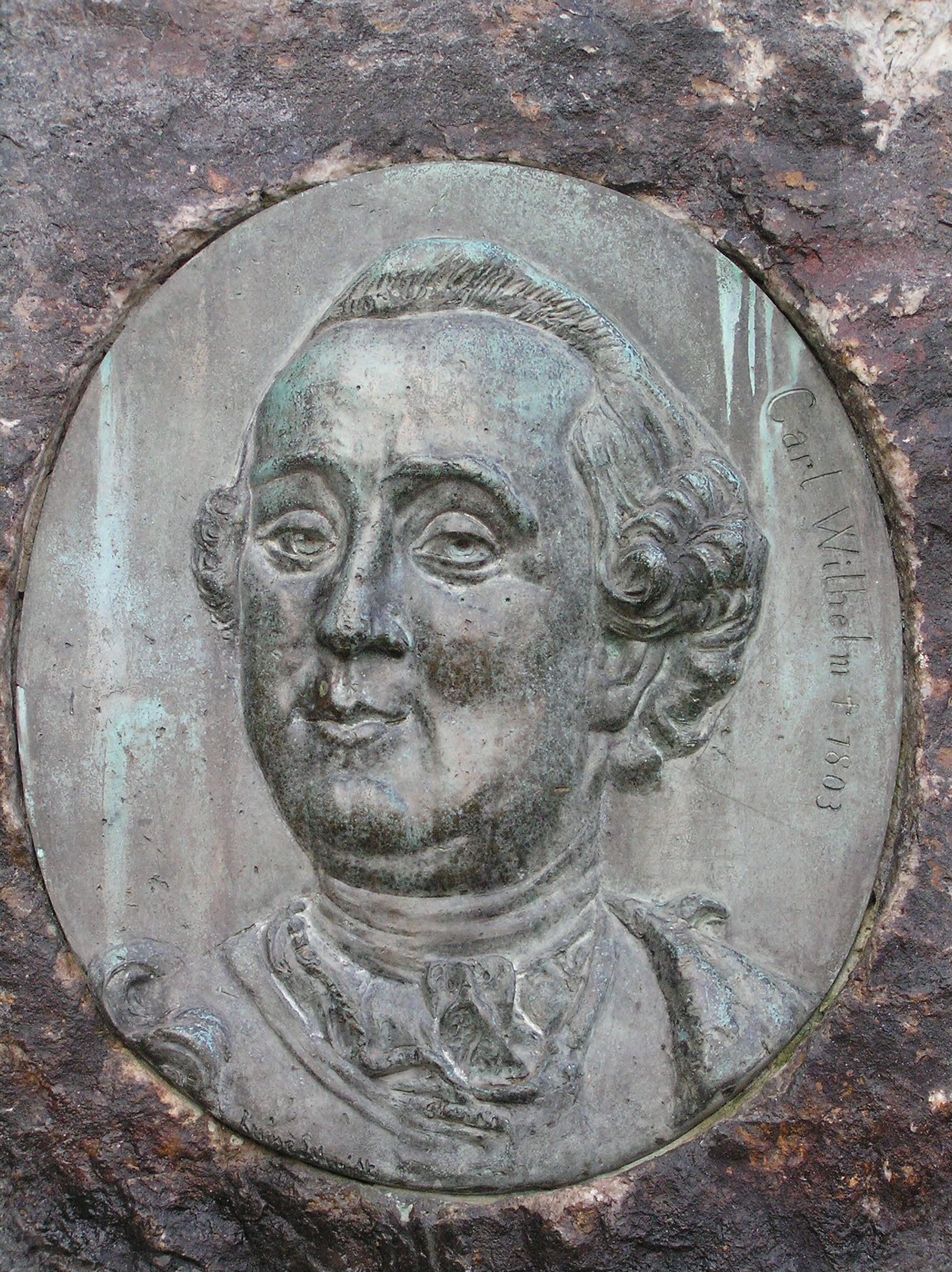
Fürst Karl Wilhelm von Nassau-Usingen

Das Haus Nassau-Usingen ist eine Linie des Hauses Nassau (walramische Linie) und ging 1659 neben den Linien Nassau-Saarbrücken und Nassau-Ottweiler durch Teilung aus dem Haus Nassau-Saarbrücken hervor. Aus dem Haus Nassau-Usingen stammte Friedrich August, der erste Herzog von Nassau.

## Geschichte
Fürst Wilhelm Ludwig von Nassau-Saarbrücken hinterließ drei Söhne, die am 31. März 1659 eine neue Teilung des nassauischen Gebietes vornahmen: Johann Ludwig erhielt die Herrschaft Ottweiler, Gustav Adolf erhielt die Grafschaft Saarbrücken und Walrad erhielt Usingen und wurde Begründer des neuen Zweiges.
Mit dem Aussterben der Linien fielen 1723 Saarbrücken, 1728 Ottweiler sowie Idstein an Nassau-Usingen zurück. 1735 wurde Saarbrücken wieder abgeteilt.
Residenz des Hauses Nassau-Usingen war ab 1659 die Stadt Usingen im Taunus. Fürst Walrad ließ dort ein neues Schloss bauen. Im Jahr 1744 verlegte Fürst Karl die Residenz in das Schloss Biebrich in Biebrich am Rhein, das bereits zuvor als Sommerresidenz genutzt worden war.
1806 trat Nassau-Usingen dem Rheinbund bei. Im gleichen Jahr wurde Friedrich August von Nassau-Usingen zum Herzog erhoben. Er legte sein Land mit dem des souveränen Fürsten Wilhelm von Nassau-Weilburg zusammen. Friedrich August hatte keine männlichen Nachkommen und nach der Erbeinigung des Hauses Nassau (Nassauischer Erbverein) wurde Wilhelm sein Erbe. Mit dem Tod Friedrich Augusts im Jahr 1816 starb das Haus Nassau-Usingen im Mannesstamm aus.
Das Herzogtum umfasste auch Teile von Solms, Wied und anderer Gebiete. Die Kirchengüter werden säkularisiert und die Reichsritter mediatisiert. Diese wurden nach dem Reichsdeputationshauptschluss dem Herzogtum Nassau als Entschädigung der linksrheinischen Gebietsverluste zuerkannt. 1866 wurde das Herzogtum von Preußen annektiert und Teil der Provinz Hessen-Nassau. Im Jahr 1945 wurde der größte Teil des ehemaligen Herzogtums Nassau Teil des Landes Hessen.

## Territorialentwicklung
Bei der Gründung 1659 umfasste das Gebiet 32 Ortschaften mit ungefähr 3000 Einwohnern. Nassau-Usingen bestand aus dem Kerngebiet um Usingen mit 28 Dörfern (Altweilnau, Brombach, Cratzenbach, Dorfweil, Emmershausen, Eschbach, Finsternthal, Gemünden, Grävenwiesbach, Hausen-Arnsbach, Heinzenberg, Hundstadt, Hunoldstal, Laubach, Mauloff, Merzhausen, Mönstadt, Naunstadt, Neuweilnau, Niederlauken, Oberlauken, Riedelbach, Rod am Berg, Rod an der Weil, Steinfischbach, Treisberg, Westerfeld und Winden) und den Exklaven Mensfelden, Kettenbach, Rückershausen und Hausen über Aar. Das Gebiet war verwaltungsmäßig in sechs Verwaltungseinheiten aufgeteilt: Die Ämter Amt Usingen, Amt Altweilnau, Amt Neuweilnau, die Kellerei Kirberg, das Stockheimer Gericht und das Kirchspiel Grävenwiesbach.
1728 kamen die Ämter Idstein, Wiesbaden, Saarbrücken, Ottweiler und Lahr hinzu. Die bisherigen Länder werden neu in die Ämter Usingen, Wehen und Burgschwalbach gegliedert.
1735 wurden die Ämter Saarbrücken und Ottweiler wieder ausgegliedert. 1797 fallen diese beiden Ämter wieder an Nassau-Usingen zurück. Mit dem Reichsdeputationshauptschluss verlor Nassau-Usingen die linksrheinischen Gebiete endgültig, erhielt aber als Entschädigung umfangreiche Gebiete hinzu.

## Regierung und Verwaltung
Im ersten Drittel des 18. Jahrhunderts entwickelte sich ein einheitliches Verwaltungssystem in Nassau-Usingen. Während vorher der Hofstaat mit dem Hofmeister an der Spitze die einzige Zentralverwaltungsbehörde bildete und die einzelnen Ämter (auch bedingt durch die räumliche Zersplitterung) große Handlungsspielräume hatten, wurden während der Regentschaft von Charlotte Amalie ab 1718 neue Strukturen eingeführt. Usingen wurde als alleinige Regierungszentrale ausgebaut, der Einfluss der Ämter sank. Lediglich Saarbrücken behielt (bedingt durch räumliche Trennung und Größe) eine größere Selbstständigkeit.
Als erstes trennte Charlotte Amalie die Hof- von der Landesverwaltung. Mit der Kanzleiordnung von 1729 wurden Verwaltung und Justiz auf der oberen Ebene formal getrennt. Formal deswegen, da Beamte gleichzeitig in mehreren Funktionen dienten. Wichtigstes Gremium blieb der Hofstaat. Der Oberhofmeister war gleichzeitig der erste Geheime Rat. Der Kanzleidirektor, ebenfalls im Rang eines Geheimen Rates, stand der Geheimen Kanzlei vor. Diese bestand aus den Regierungsräten der adligen und der gelehrten Bank und war für alle Regierungs- und Verwaltungsangelegenheiten zuständig. Sie war nach dem Provinzialprinzip organisiert. Die Räte hatten ihren Sitz seit den 1730er Jahren in den Ämtern.
Für die Finanzen des Fürstentums war die Hofkammer zuständig, an deren Spitze der Hofkammerrentmeister stand. Das Regierungskollegium war die oberste Justizbehörde. Sie war Appellationsinstanz für die Prozesse in Zivil- und Strafsachen. Erste Instanz waren die (Ober-)ämter und die Regierung in Saarbrücken. Als Oberbehörden bestanden weiterhin die Regierung in Saarbrücken und das Oberkonsistorium in Usingen. Ein Geheimer Rat als selbstständige Behörde bestand nicht. Die Außenpolitik wurde durch den ersten Geheimen Rat behandelt.
Diese Verwaltungsstruktur bestand bis 1769 (auch nach der Verlegung der Residenz nach Wiesbaden). In diesem Jahr trat Karl Friedrich Freiherr von Kruse seine Stelle als erster Geheimer Rat an. Um Kruse zu bewegen, seine Stellung als Reichshofrat in Wien zu verlassen, wurde ihm die Stellung und der Titel eines Präsidenten sämtlicher Kollegien und Direktor der Hofkammer verliehen. Das Kanzleireglement von 1770 benannte die Geheime Kanzlei in „Landesregierung“ und das Regierungskollegium in „Hofgericht“ um. Landesregierung, Hofgericht, Hofkammer und Konsistorium erhielten als Leiter jeweils einen Direktor. Kruse als Regierungspräsident führte die Oberaufsicht über die vier Kollegien.

## Grafen/Fürsten
Grafen, ab 1688 Fürsten, von Nassau-Usingen (1640–1806)
- Walrad (1659–1702), gefürstet 1688
- Wilhelm Heinrich (1702–1718)
- Karl (1718–1775)
- Karl Wilhelm (1775–1803)
- Friedrich August (1803–1816), wurde 1806 Herzog zu Nassau.

## Weitere bekannte Personen
- Johann Adolph von Nassau-Usingen (1740–1793), Graf zu Saarbrücken und Saarwerden, französischer und königlich preußischer Generalmajor